# Solčava

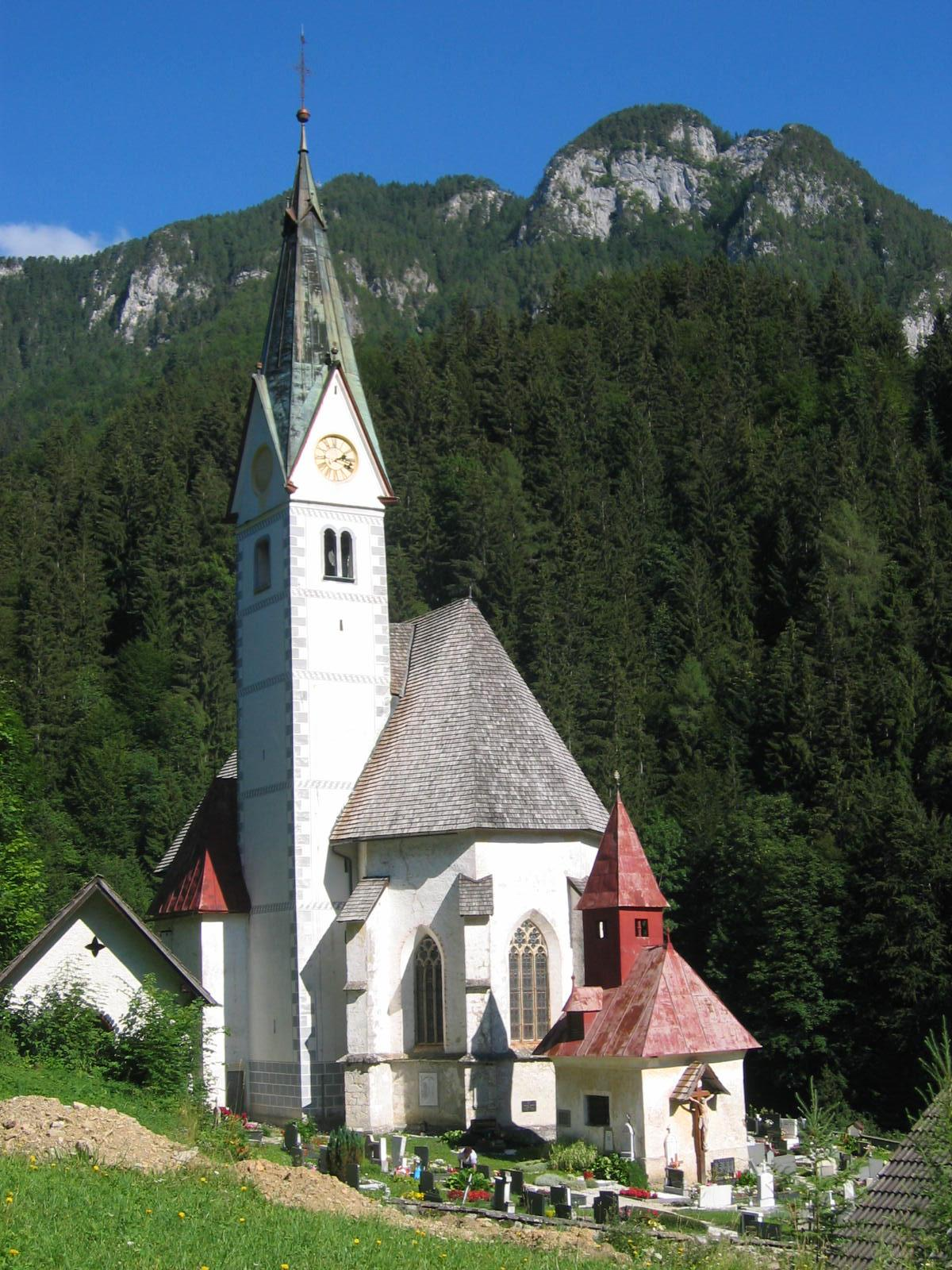
Marien-Kirche in Solčava

Die Ortschaft Solčava (deutsch Sulzbach) ist Hauptort der aus vier Ortschaften bestehenden Gemeinde in der Region Oberes Savinja-Tal in der Untersteiermark in Slowenien.

## Lage
Die Gemeinde liegt am Oberlauf der Savinja (deutsch Sann). Im Norden stehen die Karawanken mit der Olševa (1930 m). Im Westen und Süden wird das Tal von den Steiner Alpen (Kamniško-Savinjske Alpe) begrenzt. Im Osten steht die 2062 m hohe Raduha. Eine Passstraße führt über den Paulitschsattel nach Bad Eisenkappel (Kärnten, Österreich).

## Geschichte
Das Gebiet ist schon seit der Altsteinzeit besiedelt, was Funde in der Höhle Potočka zijavka beweisen. In neuer Zeit, um 1000 bis 1200, wurde die Gegend bis in die Höhen besiedelt. Hier, auf 1327 Metern, steht Sloweniens höchstgelegener Bauernhof.
1416 schon wird Solčava als Amtssitz der ganzen Region Solčavsko erwähnt. Die Grafen von Cilli (heute Celje) waren die Herren, und ab 1456 befand sich die Gegend in den Händen der Habsburger. 1473 schenkte Kaiser Friedrich III. das gesamte Gebiet der damals gegründeten Diözese Ljubljana.

## Sehenswürdigkeiten
In der Kirche Marija Snežna (Maria Schnee) steht eine kleine, aus Stein gehauene frühgotische Statue der sitzenden Maria mit Kind, die Madonna von Solčava. Sie soll aus der Zeit um 1250 stammen. Die Kirche, mit diesem Kunstschatz, ist auch auf dem Wappen der Gemeinde abgebildet. Sie wurde von 1461 bis 1485 erbaut und steht heute unter Denkmalschutz.